# いすゞ・TD/TP

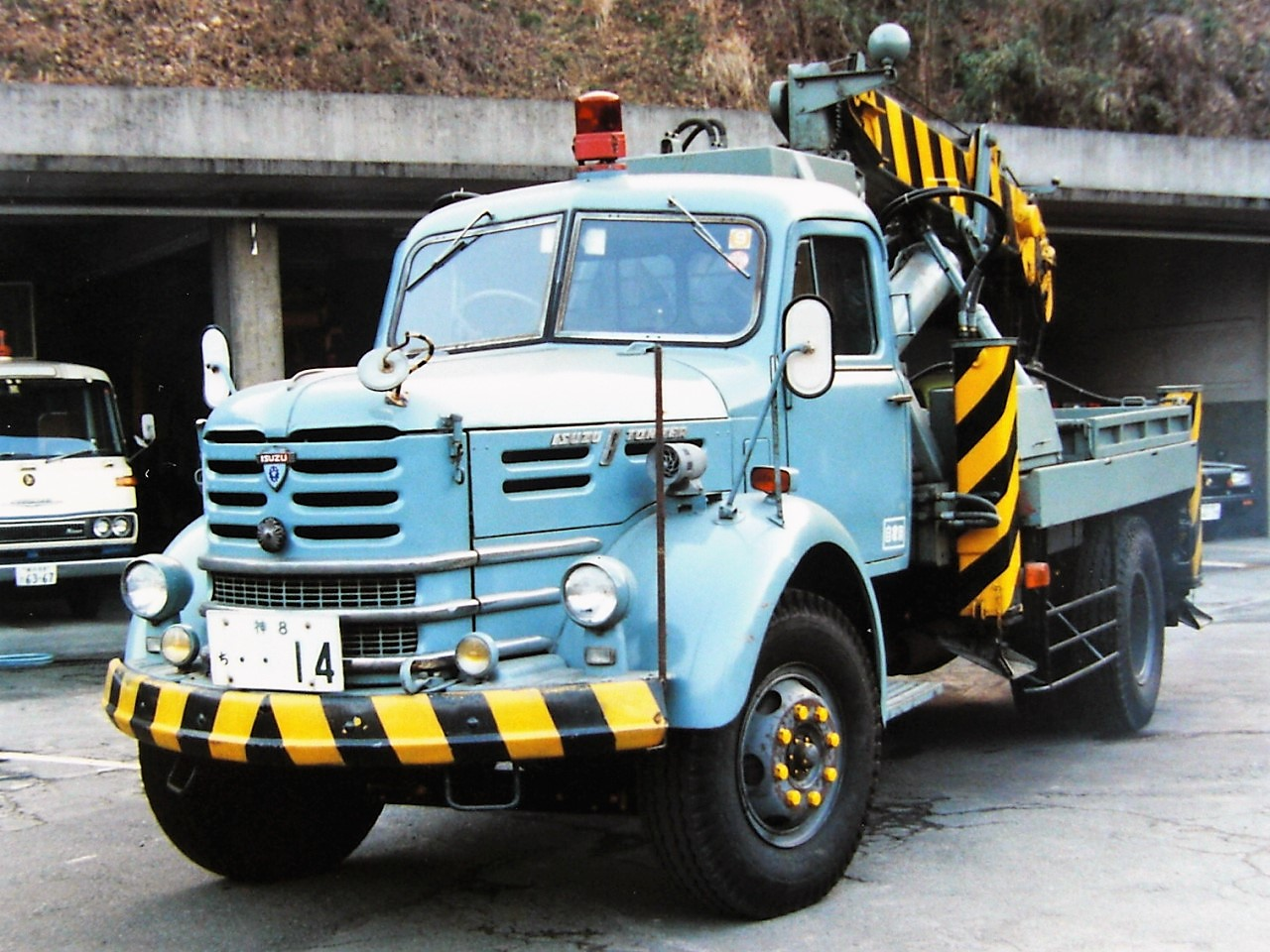
TD141 1962年式

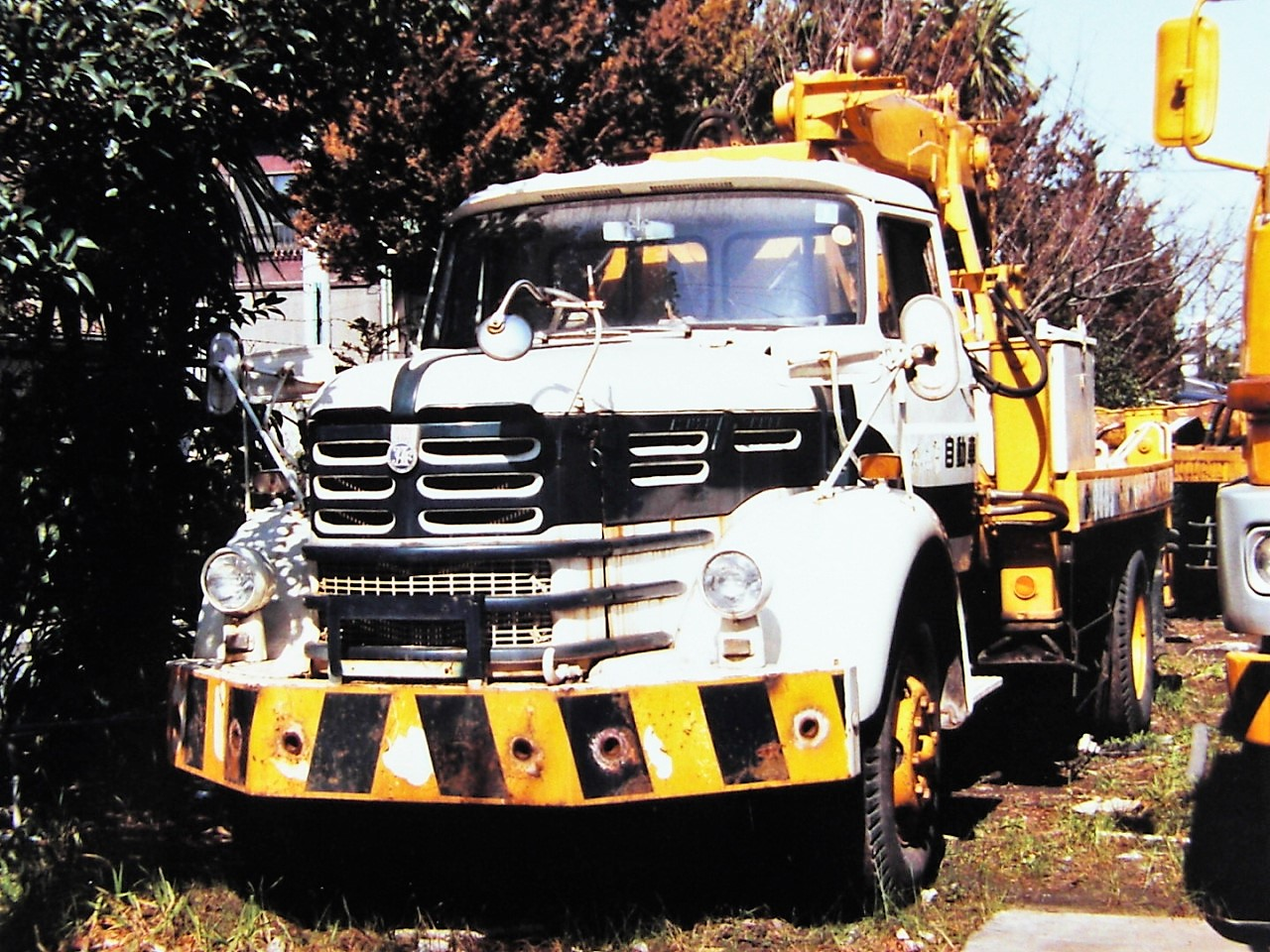
TD50 1963年式

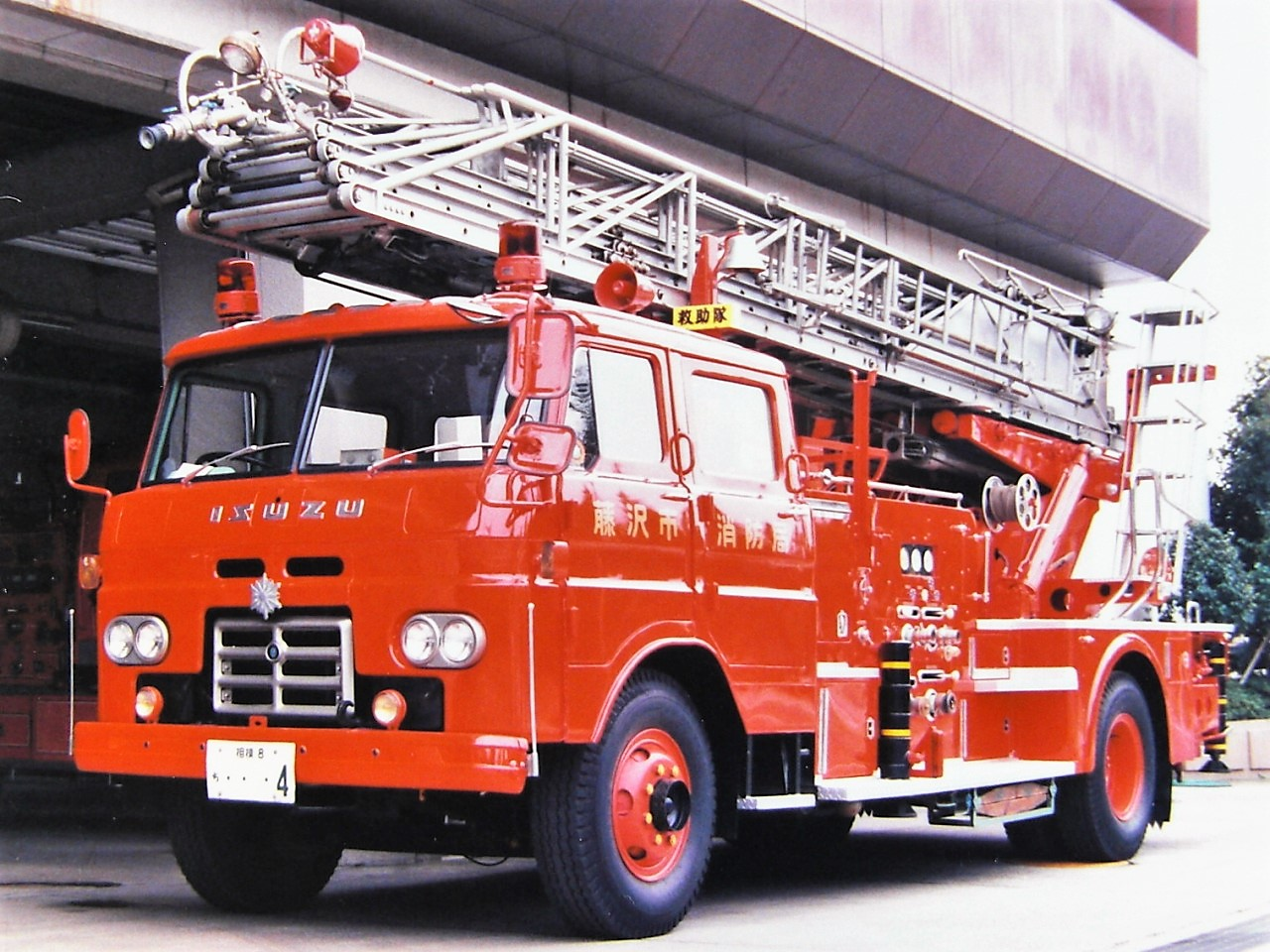
TD70E 1966年式

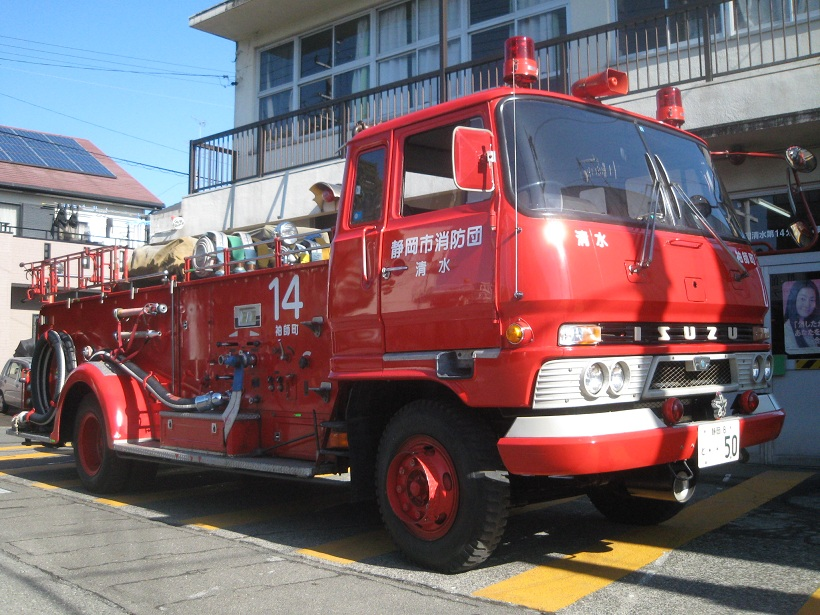
2代目キャブオーバー・いすゞTXD50E改消防車

TD/TPとはいすゞ自動車がかつて製造していた大型トラックである。

## 概要
1959年にTXの後継として登場した。当初はTXよりも大きい7t～8t積みのトラックとして発売されたが、後にTXの後継となる6t積みのTXDも加わった。

## 歴史（ボンネット型）
- 1959年3月 - TD151 軸距4.8m 8t積み DH100型を搭載。同時に発売されたBC151とコンポーネントが共通化されている。TD141は軸距4.2mの7.5t積み。
- 1962年3月 - TP151後2軸10t積みモデル追加。
- 1963年 - 新型ボンネットトラック登場。 8t積み ・190ps・軸距4.9m ・荷台長5mのTD161とTD50-D発売。
- 1968年12月 - 195psのDH100型を搭載したTD50A-Dと175psのD920型を搭載したTD51A-Dが登場。
- 1970年4月 - 6×4のTM65ZDを追加。エンジンはE110型・215psを搭載。
- 1971年8月 - TDK45ボンネットセミトラクタ登場。
- 1979年10月 - ボンネット車生産終了。

## 歴史（キャブオーバー型）
- 1962年 - TD147E 8t積み。キャブオーバーモデル登場。後のTD70E（末尾のEがキャブオーバーを示す）。
- 1966年 - TP81E/91E TP系改良型。
- 1968年11月 - フルモデルチェンジ。E110型11L･215ps搭載の  TM-65D・11t積みとTP61-D2・12t積み発売。同年D920型9.2L･175psエンジンはTD/TPに搭載。
- 1969年1月 - E110型搭載・11t積みのTD45-EとDH100型搭載・10t積みのTP41E-D発売。
- 1969年7月9日 - 6×2・前2軸車を追加し、11t積みのTG75Eと11.5t積みのTG55E型登場。
- 1969年11月 - 単車に1年遅れて大型トラクタもフルモデルチェンジ。トラクタは専用デザインの角ばったグリルを採用した。TV型トラクタV170型16.5L・330ps搭載モデルとTG系 前2軸 10-11.5t積み発売。
- 1969年12月 - ロングボディ車の5.5t積みTXD11E型、6t積みTXD10E型、7.5t積みTD10E型とTD11E型、10t積みTP11E型発売。
- 1970年5月 - キャブオーバー車にも6×4のTM55ZEDを追加。エンジンは同じくE110型・215psを搭載。
- 1970年10月 - E120型・12.23L・250psを搭載した10.5t積みダンプTMK45E、TMK55ZE、11t積み平ボディTMK25E、TMK95ZE、11t前2軸TGK55E、11.5t積み前2軸のTGK55E型、 セミトラクタTDK35E誕生。
- 1972年10月 - 8t積み大型トラックマイナーチェンジ。ブレーキの強化やグリルデザインの変更などが行われた。8t積み平ボディTD72型、8t積みダンプTD50A-D型、7.5t積みダンプTD50-D型発売。
- 1972年11月 - キャブオーバー車生産終了。後継車はいすゞ・ニューパワーだが、キャブはそのままニューパワーに流用された。